# Charles Eugène Lébraly
Pour les articles homonymes, voir Lébraly.
Charles Eugène Lébraly est un magistrat, haut fonctionnaire, homme politique et poète français né le 14 janvier 1809 à Courteix et décédé le 31 mai 1871 à Ussel.
Conseiller de préfecture en Corrèze, puis sous-préfet à Boussac, il est député de la Corrèze de 1848 à 1849, siégeant à droite. Il est conseiller général sous le Second Empire.

## Biographie
Fils de Gilbert Lébraly (1774-1813) et de Marie Françoise Catherine Marguerite Sappin de Roussine (1789-1863), Charles Eugène Lébraly, nait le 14 janvier 1809 à Courteix.
Il épouse, le 29 mars 1842, à La Tour-d'Auvergne, Anne Antoinette Marie Malcy Andraud (1821-1911), fille de Pierre Alexandre Andraud, maire de ladite ville de La Tour-d'Auvergne, et de Jeanne Antoinette Émilie Marie Génie Brassier, avec laquelle il aura Charles Marie Gabriel Lébraly.
Il décède le 31 mai 1871, à l'âge de 62 ans, en son domicile situé à Ussel. Au jour de son décès, il exerce les fonctions de président du tribunal d'Ussel.

## Carrière juridique et dans la fonction publique
En 1832, il est avocat-stagiaire à la cour royale de Riom.
En 1844, il est conseiller de préfecture de la Corrèze. Il sera, par la suite, nommé sous-préfet de l'arrondissement de Boussac.
En 1850, il nommé membre du jury d'expropriation pour l'année 1851, dans l'arrondissement d'Ussel. Il le sera à nouveau, en 1856, pour l'année 1857, dans le même arrondissement, ainsi qu'en 1857, pour l'année 1858.
En séance du conseil général de la Corrèze, en date du 31 août 1851, il est nommé membre de la chambre d'agriculture, comme représentant le canton d'Eygurande.
Avocat, il est nommé, par décret impérial en date du 30 octobre 1858, juge au tribunal de première instance d'Ussel et juge d'instruction au même siège, en remplacement de Monsieur Mesnager, nommé juge suppléant à Limoges.

## Carrière politique

### Député à l'Assemblée nationale constituante
Il est élu, le 23 avril 1848, représentant de la Corrèze à l'Assemblée constituante,, le 3e sur 8, par 24 244 voix. Il fait partie du comité de l'administration départementale et communale, et vote en général avec la droite :
- contre le bannissement de la famille d'Orléans,
- pour les poursuites contre Louis Blanc et Marc Caussidière,
- contre l'abolition de la peine de mort,
- contre l'impôt progressif,
- pour l'incompatibilité des fonctions,
- contre l'amendement Grévy,
- pour la sanction de la Constitution par le peuple,
- pour l'ensemble de la Constitution,
- pour la proposition Rateau,
- pour l'interdiction des clubs,
- pour l'expédition de Rome.

À la suite du coup d'État du 2 décembre 1851 et de la dissolution de l'Assemblée nationale qui s'ensuit, il se porte candidat, pour le département de la Corrèze, aux élections législatives de 1852. Menacé d'arrestation, avec le candidat Léon de Jouvenel, par le préfet de l'époque, le Baron Michel, il retire sa candidature afin de laisser la place au candidat officiel, Monsieur Marbeau.

### membre du Conseil général de la Corrèze
Plus jeune membre du conseil général de la Corrèze, il en est élu secrétaire, en séance du 23 août 1841, recueillant 16 suffrages sur les 17 votants.
En 1847, il est représentant du peuple.
Par décret impérial du 11 août 1856, il est nommé vice-président du conseil général.
En séance du 25 août 1856, il est nommé à la 2e commission du conseil ayant compétence pour traiter des affaires relatives aux travaux publics.
Par décret impérial du 3 août 1857, il est nommé vice-président du conseil général.
En séance du 24 août 1857, il est nommé à la 1re commission du conseil ayant compétence pour traiter des affaires relatives aux comptes, budgets et objets divers.

## Distinction
Par décret en date du 30 décembre 1854, il est nommé chevalier de la Légion d'Honneur, en sa qualité de membre du conseil général de la Corrèze.
En vue du concours floral, organisé par l'Académie des jeux floraux de Toulouse, en 1833, il présente à l'académie son idylle Mes rêves de bonheur.
Au concours floral organisé le 3 mai 1840, son ode Aux poëtes est récompensée d'une amarante réservée.
Au concours floral organisé le 3 mai 1843, son ode Le dévouement est récompensé d'une violette réservée. Au même concours, son hymne La prière des petits enfants se voit décerner le prix de l'année.
Arrivée ex aequo, son ode Toulouse est distinguée, au concours du 3 mai 1845, par une violette réservée.
Le 3 mai 1847, il remporte le prix de la Fête des Fleurs, organisé par l'Académie des jeux floraux, avec son ode La verte Érin, et est ainsi proclamé maître ès jeux floraux. Également inscrite au concours de poésie organisé par la société d'émulation de Cambrai, cette ode triomphe et est récompensée d'une lyre d'argent, le 17 août 1847.

## Publications
- Chants héroïques (1825)[30],[31],
- Loisirs poétiques ou Recueil de chants élégiaques (1826)[32],
- Louis Seize, ode élégiaque (1828)[33],
- Mes rêves de bonheur, idylle (1832)[6],
- Aux poëtes, ode (1840)[24],
- Le dévouement, ode (1843)[25],
- La prière des petits enfants, hymne à la Vierge (1843)[26],
- Toulouse, ode (1845)[27],
- La verte Érin, ode à la mémoire d'O'Connel[34] (1847)[28],
- Éloge de Clémence Isaure, lu en séance publique de l'Académie des jeux floraux, le 3 mai 1850[35],